# دانييل دوتويل
دانييل دوتويل (10 ديسمبر 1967

 في بورت لو أورغ) (بالفرنسية: Daniel Dutuel)‏ لاعب كرة قدم فرنسي معتزل كان يجيد اللعب في خط الوسط .
لعب دوتويل في أندية أوكسير (1982-1993) مرسيليا (1993-1994) بوردو (1994-1996) سلتا فيغو (1996-1998) ريال بلد الوليد (1998-1999) بيلينزونا (1999-2000) باريس (2000-2001) .

## روابط خارجية
- دانييل دوتويل على موقع قاعدة بيانات كرة القدم.إي يو (الإنجليزية)